# Jaume Ballester de Togores i Sales
Jaume Ballester de Togores i Sales (Palma, 8 de febrer de 1708 - 1789) fou un aristòcrata i militar mallorquí, setè comte d'Aiamans, fill de Joan Miquel Togores i Gual-Desmur, VI Comte d'Aiamans i de Margalida de Sales i Berga, i germà del numismàtic Ramon de Togores i Sales. i avi de Tomàs de Verí i de Togores. Fou capità general de Mallorca interí en 1782.